# Phare de Hirtshals
Le phare de Hirtshals (en danois : Hirtshals Fyr) est un phare au Danemark, situé près de Hirtshals. Il a été construit en 1863 dans un style classique tardif avec Niels Sigfred Nebelong comme architecte et Carl Frederik Grove comme ingénieur.
La hauteur de la flamme du phare est de 57 mètres, la tour elle-même fait 35 mètres de haut. Le type de phare est esquive. Le signal du phare est : Lumière blanche fixe avec un fort éclat toutes les 30 secondes. Il y a 144 marches jusqu’au balcon d’observation.
Le complexe est composé du phare, de deux bâtiments couloirs qui relient le phare aux deux bâtiments des employés, d’une dépendance (1863), d’une salle des machines (1914) et du local des cornes de brume (1958 ?). Les bâtiments sont construits avec des fondations peintes en blanc. La tour repose sur un socle en granit, tandis que les autres bâtiments reposent sur une fondation en briques peintes en noir. Les deux petits bâtiments couloirs semblent construits en pierre de granit face à la cour et en béton face à la mer.
Le phare lui-même est de section circulaire et est surmonté par une lanterne recouverte de cuivre. La tour est ornée du monogramme du roi Frédéric VII et de l’année de construction. La toiture est neuve. Les portes et fenêtres ont été rénovées. Au moment de la construction, le phare était équipé d’un appareil à lentille fixe et de prismes amplificateurs rotatifs. En 1914, la tour a été transformée en un phare permanent avec éclats et un brûleur au kérosène de filament incandescent. Le phare a été électrifié en 1939.
Les maisons ouvrières d’un seul étage sont recouvertes par des toits en ardoise avec des lucarnes. La maison au nord était destinée au gardien de phare et à son 1er assistant, tandis que la maison au sud était habitée par les 2e et 3e assistants. La travée centrale du bâtiment nord est ornée d’une section rétractée qui se termine par un arc en plein cintre.
Le phare de Hirtshals joue un rôle important dans le programme de Noël familial 2013 de TV2 « Les jumeaux et le Père Noël ».

## Mur de l'Atlantique
Cachés dans les dunes autour du phare se trouvent un certain nombre de bunkers et un fort entier construit par les Allemands dans le cadre du mur de l'Atlantique pendant la Seconde Guerre mondiale. Le Musée historique de Vendsyssel est responsable de la préservation de ces installations. La zone appartient à la Fondation du phare de Hirtshals et s’appelle aujourd’hui le musée du bunker.

## Galerie

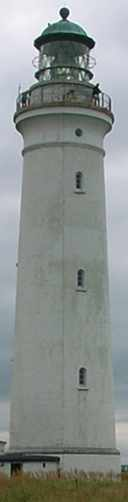
Le phare de Hirtshals en 2000
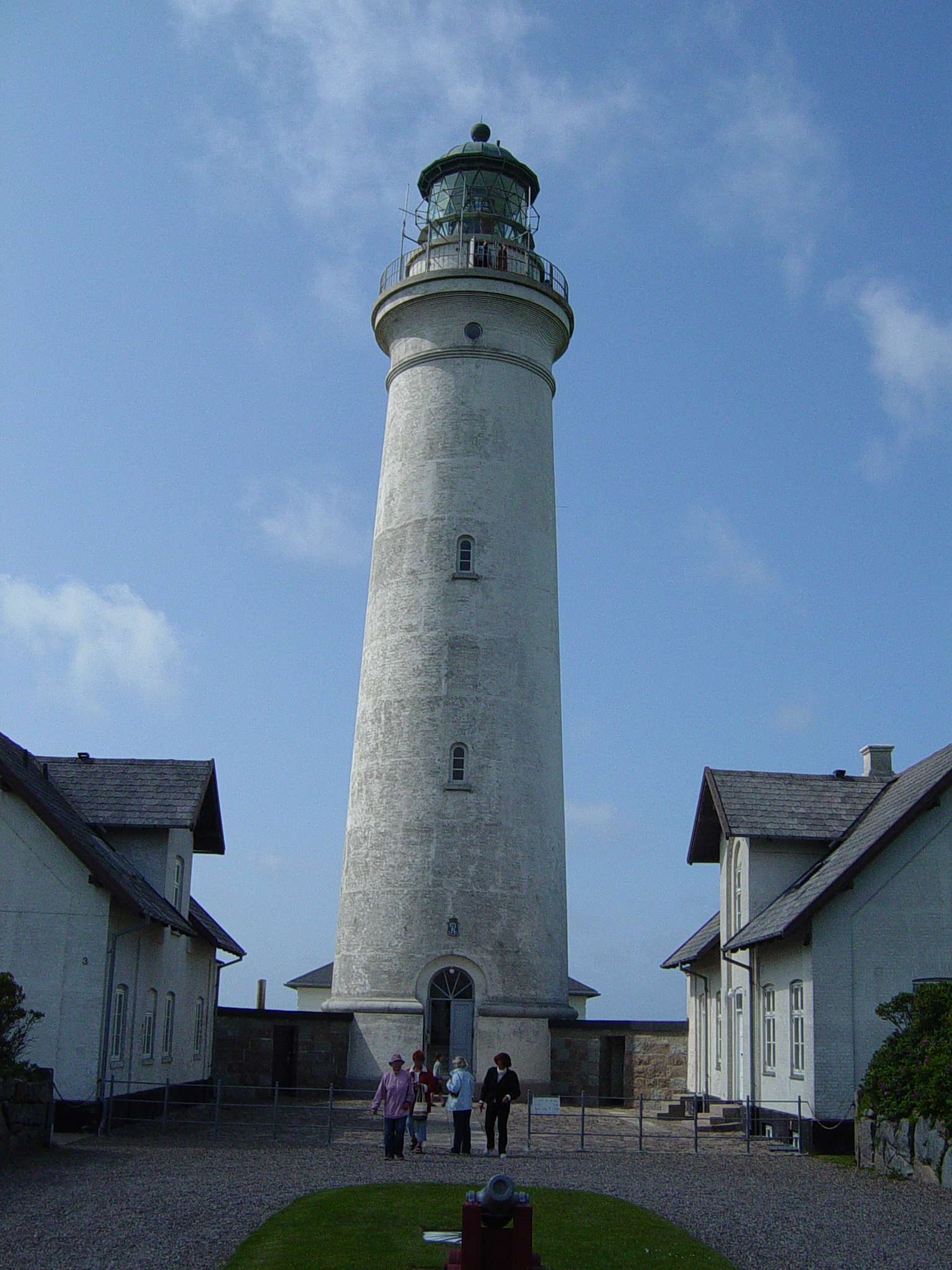
Le phare de Hirtshals en 2004
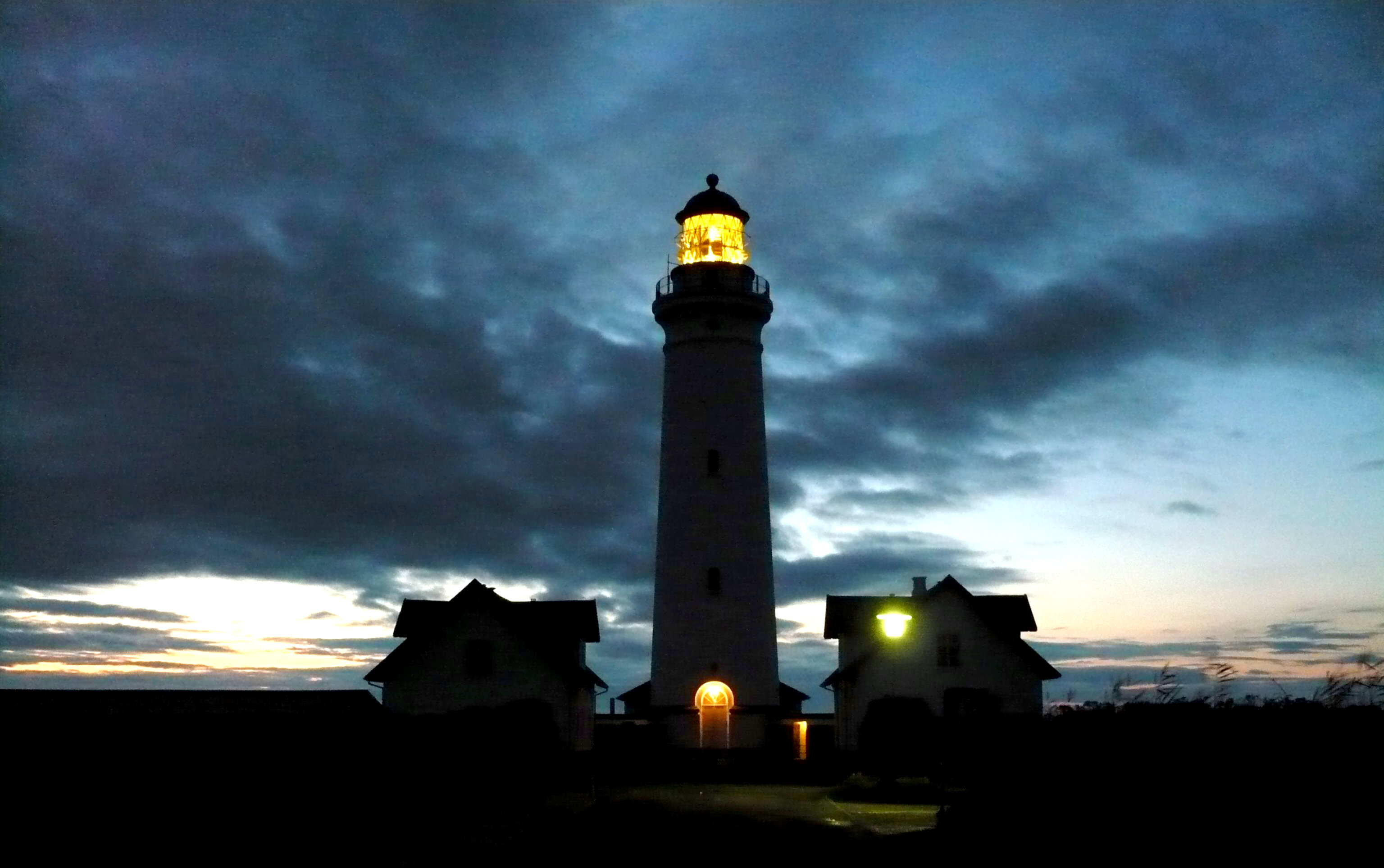
Vue nocturne du phare de Hirtshals
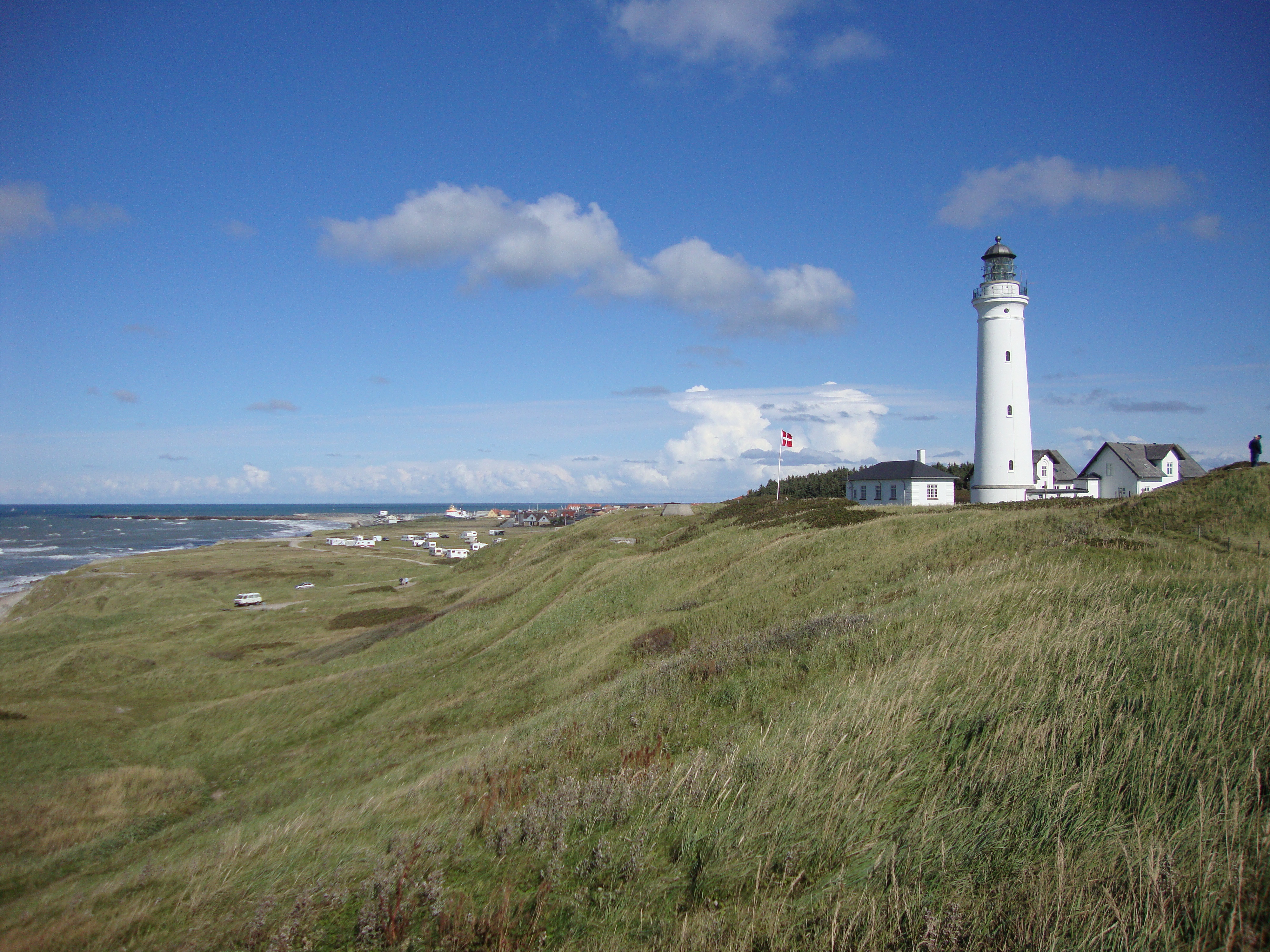
Les dunes sous le phare cachent un fort construit pendant la Seconde Guerre mondiale par les Allemands.
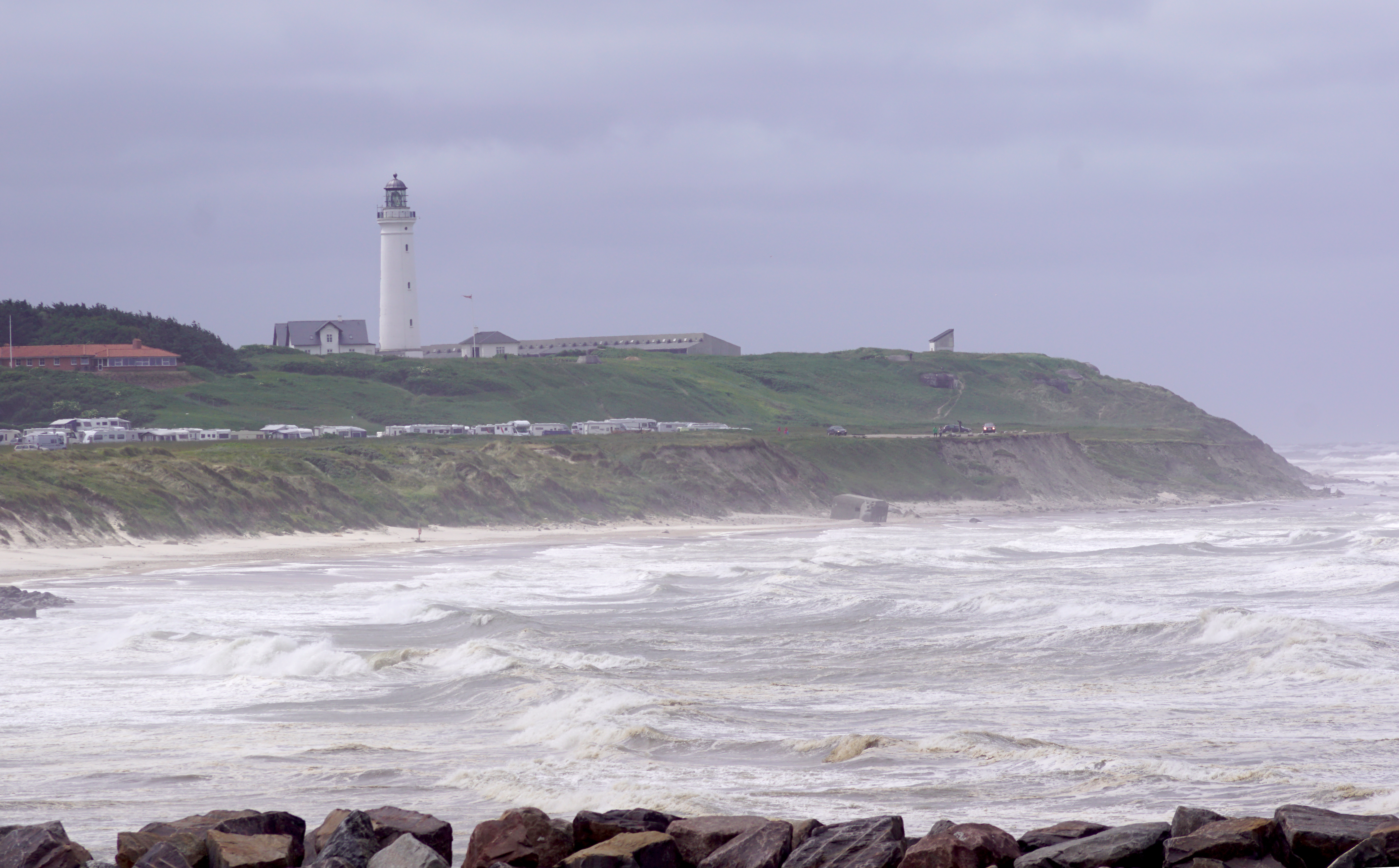
Le phare de Hirtshals en pleine tempête vu de Norgesfærgen